# 奚爱华
奚爱华（1982年1月27日—），中國女子賽艇運動員。2007年获世界賽艇锦标赛女子四人雙槳铜牌。她在2008年北京奥运会上夺得了女子四人雙槳金牌。

## 主要成績
- 2008年，北京奥运会女子四人雙槳金牌